# Joshua Tree, Kalifornien
Joshua Tree är en ort (CDP) i San Bernardino County, i delstaten Kalifornien, USA. Enligt United States Census Bureau har orten en folkmängd på 7 414 invånare (2010) och en landarea på 95,9 km².